# わざカード (ムシキング)
わざカード（ムシキング）では、これまでセガのトレーディングカードゲームである、「甲虫王者ムシキング」でカード化されたムシのわざを紹介する（2006年3月登場の2005セカンドプラスバージョン現在）。ムシカードと甲虫カードの情報についてはムシキングカードを参照。

## わざについて
わざにはいくつかの種類があり、ムシを強くする「通常わざ」のほかに、体力を回復したり相手を不利にしたりする「とくしゅわざ」、一部のムシだけが使える強力な「究極必殺わざ」がある。これらをうまく組み合わせることでムシを強くすることがムシキングの醍醐味とも言える。また、「とくしゅわざ」以外のわざにはテクニックというものがあり、ムシが持つテクニックがそのわざのテクニックより低いとそのわざをムシがうまく使えず、思うようにダメージを与えられないことがある。またタッグマッチ戦などでは、特定の相性がいい虫同士にすると名前が発生する合体技がある（内容も通常とは異なる）。

## ダゲキわざ（グーのわざ）

### 通常わざ
※「テクニック」とは使用する虫に必要なテクニックの数量で、足りていないと技の威力はほとんど上がらない。なお、テクニックは虫の強さが高いほど低くなる。小型甲虫（強さ100 - 120）がもつテクニックは100 - 90で、中型甲虫（強さ140 - 160）は70 - 60、大型甲虫（強さ180 - 200）は40 - 30。
- ガンガンスマッシュ　Card No.001　
相手を前からつかみ、左右に連続して地面にたたきつける。テクニック20。
- ドラゴンアタック  Card No.002　　
相手を上空に弾き飛ばし、先回りして地面にたたきつける。テクニック50。
- スーパードラゴンアタック  Card No.SP002
往復ビンタで相手をひるませてから上空に弾き飛ばし、落ちてきたところを再び弾き上げた後、上空に先回りして回転しながら地面にたたき落とす。テクニック50。
- ダンガン　Card No.003　　
空中に舞い上がり、弾丸のごとく回転しながら相手に体当たりする。テクニック80。
- スーパーダンガン　Card No.SP003
後方に空高く舞い上がり、高速回転しながら相手に体当たりして弾き飛ばす。テクニック80。
- ローリングスマッシュ Card No.004
往復ビンタで相手をひるませ、とどめに必殺回転打を浴びせる。テクニック80。
- スーパーローリングスマッシュ  Card No.SP004
左右への連続ダゲキで相手を弱らせ、力を込めた高速回転打で弾き飛ばす。テクニック80。
- ヒャクレツケン　Card No.022
目にも留まらぬ速さで連続ダゲキを浴びせ、とどめに突き飛ばす。実際は23連打（最初と最後の一撃を含むと25連打）。テクニック20。技名の由来は北斗の拳に登場する北斗百裂拳から。
- ハヤテ　Card No.025
後に下がって間合いをとり、油断した相手の急所を一瞬で突き抜く。テクニック80。
- スーパーハヤテ  Card No.SP025
相手をたたき飛ばした後ハヤテで貫いて弱らせ、左右に連続して切りつけた後、とどめに再びハヤテで突き抜いて空高く跳ね飛ばす。テクニック80。
- コンプリートスマッシュ  Card No.032
相手を真上に空高く弾き飛ばし、落ちてくる間に力をためて思い切り遠くへ打ち飛ばす。テクニック50。
- サブマリンアタック  Card No.035
高速回転して煙を起こしながら地面に潜り、混乱した相手の後ろ側から近づき地中から飛び出して跳ね飛ばす。テクニック50。
- モールアタック  Card No/038
ダゲキでひるませた隙に地中に潜り、相手の死角から飛び出して背中にダゲキを浴びせてまた潜り、とどめに下から突き上げて弾き飛ばす。テクニック80。
- スーパーモールアタック  Card No.SP038
ダゲキでひるませた隙に地中に潜り、（相手にとっての右側、前方、左側の順番に）連続で相手の死角から飛び出してダゲキを食らわせては潜り、とどめに背後から飛び出し、上空から高速回転しつつ相手に突撃する。テクニック80。
- サマーソルトプレス  Card No.040
相手を弾き飛ばした後、助走をつけて相手を踏み台のようにして空中に舞い上がり、宙返りしながら落下してそのまま押しつぶす。テクニック20。
- カゲロウ　Card No.043
左右の高速移動で相手の目の前に分身を作る。分身に突っ込んでいって混乱した相手に後ろからダゲキを食らわす。テクニック80。
- スーパーカゲロウ  Card No.SP043
高速移動して相手を囲むように分身を作り、惑わせている隙に一瞬で近づいて上空に弾き飛ばしてからたたき落とす。地面に当たって跳ね上がった相手の下に先回りし、分身を作りながら下からダゲキで攻め立てとどめを刺す。テクニック80。
- D･H･B（Dancing Hip Bullet） Card No.045
その場でダンスを始め、相手がつられて踊り出した所で振り返り、踊りながらおしりで突き飛ばす。テクニック80。
- スーパーD･H･B  Card No.SP045
いつもよりも激しい踊りをし、相手がつられて踊り出したらタップダンスに移行して、お互いに後ろを向いたところで素早くおしりで突進して空中に飛び上がり、落下しながらとどめのヒップアタックを食らわす。テクニック80。
- アクシズスピン  Card No.SP051
相手を弾き飛ばし、頭から地面に突き刺ささった相手に突進するように見せかけて、途中で体をひねって回転蹴りを浴びせる。ムシキング・テリーも同名の技を使用。テクニック80。
- スーパーアクシズスピン  Card No.SP051
相手を空高く弾き飛ばし、落ちてきたところをアクシズスピンで蹴り上げ、再び落ちてきた相手をとどめの高速回転蹴りで弾き飛ばす。テクニック80。
- バーニングバースト  Card No.053
ダゲキを2発食らわせて相手をフラフラにし、力をためてとどめの3連撃でたたき飛ばす。テクニック50。
- G･Gラッシュ（ギガス･グラウンド･ラッシュ）  Card No.057
正面から戦車のごとく突進してひるんだ相手をそのまま押し転がし、とどめに岩に向かって突き飛ばす。テクニック50。
- マルスハンマー  Card No.060
突進して弾き上げた相手を空中で捕まえて地面にたたき落とし、上空から体重にまかせて何度も地面深く打ち付け、最後に着地した衝撃で埋まった相手を吹き飛ばす。テクニック20。
- バックスピンブロー  Card No.062
相手のわざをかわして横向きになり、逆回転をかけながら相手を弾き飛ばす。回転しながらこちらに跳ね返ってきた相手を再び同じように弾き返す。テクニック50。
- シャークアタック  Card No.065
ダゲキでひるませてから地中に潜り、頭だけを出したまま移動して相手を観察し、後ろに回り込んで地中から飛び出し跳ね飛ばす。テクニック80。
- スーパーシャークアタック  Card No.SP065
連続ダゲキで相手をひるませてから地中に潜り、頭だけを出した状態で相手の周りをグルグルと移動しながら徐々に近づいていき、混乱している相手を最後に突き上げる。テクニック80。
- バッファロークラッシュ  Card No.067
突進して相手を上空に弾き上げ、落ちてきたところをさらに高く弾き飛ばす。テクニック20。
- タツマキ  Card No.068
ダゲキで相手を回転させて弾き飛ばし、岩々にぶつかり跳ね返ってきたところに回転打を浴びせる。テクニック50。
- スーパータツマキ  Card No.SP068
ダゲキで相手を回転させて弾き飛ばし、岩々にぶつかり跳ね返ってきたところに回転打を浴びせて再び岩にぶつけ、さらに跳ね返ってきた相手をとどめの回転打で弾き飛ばす。テクニック50。
- ヘッドスピンラッシュ  Card No.070
その場で逆立ちし、ブレイクダンスのようにヘッドスピンしながら身体を相手にぶつけ、回転スピードを上げながら弾き飛ばす。テクニック80。
- スーパーヘッドスピンラッシュ  Card No.SP070
後ろ回し蹴りで相手を弾き上げ、落ちてきたところをヘッドスピンしながらコロコロともてあそび、とどめに空高く跳ね上げてから自分も飛び上がり、空中でダゲキを食らわせて決めポーズをとりながら着地する。テクニック80。
- モンキーシュート  Card No.078
相手の頭の上に跳び乗って逆立ちをし、回転をつけて勢いよく蹴り飛ばす。テクニック80。
- スーパーモンキーシュート  Card No.SP078
相手の頭の上に跳び乗って逆立ちをし、回転をつけて蹴りを入れてはまた跳び乗り、とどめに必殺の蹴りを入れて岩にぶつける。テクニック80。
- ウイニングショット  Card No.083
地面に穴を掘りながら相手に土をかけ、土煙でひるんだ隙に後ろにジャンプして回り込み、穴に向かって弾き飛ばす。相手は転がりながら穴に落下する。テクニック80。
- スーパーウイニングショット  Card No.SP083
大きな穴を掘りながら相手に土をかけ、ひるんでいる相手を突き飛ばし、後ろにジャンプして回り込んでから穴に向けて弾き飛ばす。相手は穴まで勢いよく転がっていき、穴のふちを回りながら頭から落下する。テクニック80。
- スティング  Card.No085
その場で力をため、向かってきた相手の急所を一瞬で貫く。背中を向けて立ち去ろうとすると相手が力尽き、その場に倒れる。テクニック80。
- スーパースティング  Card NoSP085
その場で力をため、油断して頭を振り上げた相手の動きと痛みを封じる急所を突く。その後再び力をためてとどめの急所を一瞬で貫き、背中を向けて立ち去る。動けるようになった相手は追いかけようとしてくるが、そのまま力尽きて倒れる。テクニック80。

### 特殊わざ
- 必殺ふうじ  Card No.005
相手の必殺技にじゃんけんで勝つと発動。ミツバチを呼んで次のターン相手の必殺技を使えなくする。
- 最後の力  Card No.006
通常わざ一発でも倒されそうな瀕死状態の時にじゃんけんで勝つと発動。ミツバチを呼んで攻撃に加わってもらい、追加ダメージを与える。
- とくしゅふうじ  Card No.026
相手の特殊わざ発動チャンスとなっているすくみ（グー、チョキ、パーのどれか）にじゃんけんで勝つと発動し、カマキリを呼ぶ。その後相手が特殊わざを発動した際に、相手の虫を捕まえてもらい無効化する。テクニックが高いほどカマキリは長い時間いてくれる。
- まもりアップ  Card No.029
連続でじゃんけんに勝つと発動。ゲンジボタルを呼んで守りを固めてもらい、攻撃を受けた際にダメージを軽減する。対人戦では発動しているムシが倒されない限り、相手を倒した後も効果が持続する。呼べるのは最大3匹(ROMによっては最大4匹)まで。
- ゆう気のいちげき  Card No.074
相手の必殺技に負ける技でじゃんけんに勝つと発動し、スズメバチを呼んで相手の全ての技の威力を下げてもらう。ただし下がった攻撃力は一定のターンで元に戻ってしまう。

### アダー完結編以降で登場したわざ
- スーパーコンプリートスマッシュ
相手をダゲキで打ち飛ばし、怒ってこちらに飛びかかってきた相手を力をためて一気に遠くの空へたたき飛ばす。
- イチゴイチエ
地上で互いにつらぬき合い、共に折り返して空中で互いの急所を斬り合う。着地した後に相手だけ倒れる。漢字で書くと、一期一会。
- スーパーイチゴイチエ
互いに距離をとってから上空に飛び出しながらつらぬきあい、そのまま空をらせん状に舞い上がりながら攻撃し合い、一瞬の隙を突いて相手の急所をバッサリと貫き地面に着地する。
- G･B･R（Great Beautiful Rainbow）
華麗に弧を描きながら相手の周りを飛翔しながら様子をうかがい、隙を見てキリモミ落下して体当たりする。
- マッドパニック
地中に潜り相手の周りで地中から何度も顔を出し、穴から出たところを捕まえようと追いかけている隙に弾き飛ばす。
- スーパーマッドパニック
地中に回転しながら潜り込み、速いペースであちこちに地中から顔を出し、相手が捕まえようと穴に跳びついて混乱した隙に、死角から地上に飛び出し一撃を与えて弾き飛ばす。
- タンバリンアタック
相手の隙を突いて背中を踏んでジャンプし軽快なリズムを打ち、時折宙返りしながら相手の背中を何度もカスタネットのように踏みつけとどめに地面へ踏みつける[1]。
- トマホーク
相手を前方から何度もダゲキを与えながら攻め立て、後ろへひっくり返ったところにオノのように大アゴを振り下ろす。トマホークとは、北インディアンが使う斧のこと。
- スーパートマホーク
目にも留まらぬ速さでコンビネーションをあびせ、相手が上空に弾き飛んだところで回転ダゲキをくらわす。
- アンダーワールド
相手を捕まえて地面にたたきつけ、そのまま地中へ潜ってすばやくとどめを刺す。
- スーパーアンダーワールド
相手の背中に回転打撃を与えながら地中に潜らせ、地中で一気にとどめの打撃攻撃を浴びせてしまう。
- スーパーサブマリンアタック
飛んで相手の後ろに回り込み高速で回転しながら地中に潜り、相手の下から飛び出して上空に弾き上げてまた潜り、落ちてきたところを再び地中から飛び出して空高く打ち上げる。

### 『新甲虫王者ムシキング』で登場したわざ
- アンタエウスインパクト
相手を弾き飛ばして上空に舞い上がり、空中で四方八方から連続ダゲキを浴びせ、弱ったところで上空から一直線に急降下して捕まえ、そのまま地面に押さえつける。
- アンリミテッドインパクト
相手を上空に弾き飛ばして四方八方から連続ダゲキをくわえ、高速回転しながら空中で捕まえて地面にねじ込み、動かなくなった相手を何度も地面に打ちつける。
- D.V.B
相手を弾き飛ばしてひっくり返し、回転しながら相手を捕まえて飛び上がり地面にたたきつける。
- クレイジースパイク
ダゲキを浴びせてひるんだ相手を挟んだまま走り回り、壁に何度も投げつけて弱らせてから後ろに回転して地面にたたきつける。
- コーカサスボンバー
連続ダゲキで相手を弾き飛ばし、落ちてきたところを空中で捕まえて壁に押さえつけ、そのまま何度も地面にたたきつけてとどめを刺す。
- エレファンテ・アレルタ
相手をツノと前足で勢いよく弾いて、そのまま壁へ突き飛ばす。
- スーパーG・G・ラッシュ（キガス・グラウンド・ラッシュ）
突進しながら相手をゴロゴロと押し転がし、とどめに壁へ弾き飛ばす。
- G.B.S.R.（Gread Beautiful Super Rainbow）
虹を描きながら空を飛んで相手を弾き飛ばしつつ宙返りし、1周したところで落ちてきた相手を捕まえてさらに1周宙返りし、とどめに空高く舞い上がってキリモミ落下しながら地面にねじ込む。
- ドラゴニックブレイブ
連続ダゲキを浴びせて上空へ弾き上げ、空中で捕まえて回転しながら地面に投げ落とし、跳ね返ってきた相手を逆回転をかけながら捕まえてさらに強力にたたき落とす。旧シリーズにおけるスーパードラゴンアタックに該当する技。
- センジュカイケン
目にも留まらぬ速さで様々な角度から連続ダゲキを浴びせ、完全に弱った相手を弾き上げてとどめの一撃を食らわす。
- アクティオンボム
相手を弾き上げ、地面に落ちた相手を跳びながら捕まえて地面に押さえこみ、力をためて右前足で弾き飛ばす。

## ハサミわざ（チョキのわざ）

### 通常わざ
- ブルロック  Card No.007
相手のナゲわざをかわして横から挟み上げ、闘犬のごとく振り回しながら締めつける。テクニック20。
- ローリングクラッチホールド  Card No.008
ジャンプして相手の背中をつかみ、そのまま回転して着地し下から締め上げる。テクニック50。
- カワセミハッグ  Card No.009
相手を挟みつけて上空に投げ上げてから空中で捕まえ、回転しながら地面にねじ込む。テクニック80。
- スーパーカワセミハッグ  Card No.SP009
相手を強力に挟みつけて上空に投げ上げ、落ちてくる相手を上空に飛び上がって再び空高く投げ上げ、とどめにもう一度飛び上がりながら空中で捕まえ、高速回転しながら地面にねじ込む。テクニック80。
- ランニングカッター  Card No.010
向かってきた相手を弾き飛ばし、横から挟み付けて地面を引きずり回し、弱ったところで跳び上がり地面にたたきつける。テクニック80。
- スーパーランニングカッター  Card No.SP010
相手を強く弾き飛ばし、挟み付けた勢いのまま地面を激しく引きずり回し、完全に弱ったところで空中に舞い上がり地面にたたきつける。テクニック80。
- デビルスリーパー  Card No.020
相手のナゲわざをかわして横に回りこみ、上からたたきつけて激しく締め上げた後、一気に首をへし折る。テクニック50。
- クロスダイブ  Card No.023
相手の攻撃をかわして横から挟み上げた後、左右に体をひねりながら投げ上げ、落ちてきたところを回転しながら捕まえ、地面に押さえつける。テクニック20。
- フォレストブリッジ  Card No.033
相手を弾き上げ、体を反らせながら空中で捕まえて、そのまま3連続でアーチを描くように背中から地面にたたきつけて締め上げる。テクニック80。
- スーパーフォレストブリッジ  Card No.SP033
相手を弾き上げてから空中で捕まえ、アーチを描きながら地面に埋まる勢いで3度たたきつけ、4度目にそのまま地中に潜って相手を引きずり回してから空高く飛び上がり、一気に急降下して地面にたたきつけ締め上げる。テクニック80。
- ハヤブサ  Card No.SP036
相手のナゲわざをかわして下に潜り込み、そのまま回転して上空に弾き飛ばし、空中で捕まえて後ろに回り込みながら地面にたたきつける。テクニック80。
- スーパーハヤブサ  Card No.SP036
相手のナゲわざをかわして下に潜り込み、下から2回かち上げた後に回転して跳ね上げ、落ちてきたところを締め上げて動かなくなったところで空高く飛び上がり、後ろに回転しながら地面にたたきつける。テクニック80。
- ローリングクレイドル  Card No.037
相手を前から挟み上げ、勢いをつけて自分の尻を軸に速度を上げながらゴロゴロと転がって弱らせ、そのまま上空に飛び上がり地面にたたきつける。テクニック50。
- アンデストラップ  Card No.041
突如苦しみだしてその場で倒れる演技をし、油断して近づいてきた相手を一瞬で絞め落とす。テクニック50。
- サーフィンライド  Card No.046
相手を跳ね上げてから空中に飛び上がっておなかに乗り、Uターンしながら落下し、地表を滑って弱らせる。テクニック80。[2]
- スーパーサーフィンライド  Card No.SP046
相手を跳ね上げてから空中に飛び上がっておなかに乗り、Ｕターンしながら急降下し、地表をジグザグに滑って弱らせる。テクニック80。
- G･ネックブリーカー  Card No.048
相手を弾き飛ばしてひるませてから突進し、相手の頭を挟んでねじりながら地面にたたきつける。GはGiant、Gilafaの二つの意味を持つ。テクニック20。
- ミストクラッシュ  Card No.050
向かってくる相手に足払いをかけ、動きが鈍った隙に背中から挟みつけ、そのままスープレックスのように頭から地面にたたき落とす。ムシキング・テリーも同名の技を使用。テクニック80。
- スーパーミストクラッシュ  Card No.SP050
相手を上空に弾き上げた後、飛び上がって後ろ足で挟み込み、急降下して頭から地面にたたきつける。テクニック80。
- アクセルグライド  Card No.054
相手の周りを低空飛行しながら様子をうかがい、跳び上がって上から挟みつけ地面にねじこむ。テクニック80。
- スーパーアクセルグライド  Card No.SP054
高速回転して相手をひるませてからアクセルグライドで様子をうかがい、上空から挟むと見せかけて空中に弾き飛ばして地中に潜り、落ちてくる相手を地中から飛び出して捕まえ、宙返りしながら地面にたたきつける。テクニック80。
- エアロキャプチャー  Card No.059
相手と弾き合ってから同時に空中に飛び上がり、回りこみながら飛行してぶつかりあい、相手の姿勢が乱れた隙に空中で捕まえて地面に引きずり下ろす。テクニック80。
- スーパーエアロキャプチャー  Card No.SP059
相手が上空に舞い上がった後に自分も飛び上がり、高速飛行しながら相手を四方八方から切りつけ、弾き飛んだ相手を空中で捕まえて地面に引きずり下ろす。テクニック80。
- サイズ  Card No.061
相手を弾き飛ばし、ひるんでいる隙に横向きに相手に跳びかかって大アゴの横側で押しつけながら地面を引きずる。サイズとは大鎌のこと。テクニック50。
- グリーンアロー  Card No.063
向かってきた相手を上から挟み付けてそのまま背負い、ジャンプしておしりから地面にたたきつける。ムシキング・テリーも同名の技を使用。テクニック80。
- スーパーグリーンアロー  Card NoSP063
後方に舞い上がって勢いをつけ突進しながら相手を挟み上げ、後ろに背負った状態のまま空高く舞い上がり、上空から一気に急降下して地面にたたきつける。テクニック80。
- ターンアンドターン  Card No.069
相手の突進を回転しながら何度もかわし、3度目の突進をかわした勢いでそのまま相手の後ろに回りこみ、背後から一瞬で近づいて締め上げる。テクニック50。
- キリガクレ  Card No.072
相手が突っ込んできた瞬間に煙を起こしながら姿を消し、相手の後ろから煙とともに現れて背中に飛び込み、締めつけながら地面にねじ込む。テクニック80。
- スーパーキリガクレ  Card No.SP072
相手が突っ込んできた瞬間にキリガクレで姿を消し、上空に煙と共に現れては消えるを繰り返す。最後に相手の目の前の空中に姿を現し、飛びかかってきたところで再び消えて相手の横に回り込み、そのまま捕まえて地面にねじ込む。テクニック80。
- VT（VT＝バーリトゥード）ブレイク　Card No.076
相手に突進してそのまま仰向けに押し倒し、腹ばいになって上から何度も殴りつけた後、急所を一気に締め上げる。テクニック50。
- シンザンキョウ（深山挟）  Card No.077
ダゲキのコンボで相手をひるませ、その隙に下に潜り込んで挟み上げ、一度離してすぐにまた挟みつけて絞め落とす。テクニック50。
- スーパーシンザンキョウ  Card No.SP077
目にも留まらぬ4連ダゲキで相手を弾き飛ばし、ひるんだ相手の背中に回転しながら跳び乗って挟み付け、そのまま体をよじらせてひねり上げる。テクニック50。
- プロペラダイブクラッシュ  Card No.079
相手を弾き上げ、落ちてきたところを背中から挟み上げ、プロペラのように回転しながら空中に飛び上がり、そのまま地面にねじ込んで締め上げる。テクニック80。
- スーパープロペラダイブクラッシュ　Card No.SP079
相手を弾き飛ばし、頭から地面に突き刺さった相手を回転しながらつかんで上空に舞い上がり、そのまま地面にねじ込んで締め上げる。テクニック80。
- マンディブクラッシュ  Card No.081
相手を力任せに挟み上げ、何度も激しく挟み付けた後、とどめに強力に締め上げる。テクニック20。
- ゲキオリ  Card No.084
姿勢を低くして飛びかかってくる相手をかわし、地面に激突してひるんでいる相手を背中から挟みつけ、首をへし折る。テクニック80。
- スーパーゲキオリ  Card No.SP084
相手の背中の上に一瞬で跳び乗って逆立ちし、こちらを見失い混乱している隙に背後に飛び降り、背中から挟んで一気に首をへし折る。テクニック80。

### 特殊わざ
- あいこやぶり Card No.011
あいこの後にじゃんけんに勝つと発動。カナブンを呼んで次のターンからあいこになったとき、自分に代わってダメージを受けてくれる。テクニックが高いほどカナブンは長い時間いてくれる。あいこになった回数はカナブンがいる時間の長さには影響しない。
- 必殺よこく Card No.012
カウント10の時にどれかのボタンを押すと、カナブンが相手に飛んでいき「必殺わざを出すよ」と予告する。予告通りに必殺わざを出して勝つとカナブンが攻撃に加わり、追加ダメージを与える。必殺わざ以外を出して相手をだますこともできるが、その際に負けると受けるダメージがいつもより多くなってしまう。
- あいこボーナス Card No.027
あいこになるとこちらにナナホシテントウが一匹現れ、連続であいこになる度に一匹ずつ増えていく、その後じゃんけんに勝つと集まった分のナナホシテントウが攻撃に加わってくれる。連続であいこになった方がダメージは大きいが、あいこの後に負けるとナナホシテントウはいなくなってしまう。
- あいの力 Card No.030
カウント10の時にどれかのボタンを押すと、メスが駆けつけて応援してくれる。メスがいてくれる間は攻撃力が上がるが、いなくなるとしばらくの間攻撃力が下がってしまう。テクニックが高いほどメスは長い時間いてくれる。
- すてみのいちげき Card No.047
カウント10でどれかのボタンを押して、なおかつじゃんけんに勝ったときに発動。ゴマダラカミキリが発動したムシを攻撃しながらやって来る。その後の攻撃に加わり追加ダメージを与えてくれるが、発動した側も少しダメージを受けてしまう。瀕死状態の時はゴマダラカミキリは呼べない。

### アダー完結編以降で登場したわざ
- スーパーローリングクラッチホールド
相手に前からジャンプしながら飛び込んで背中をつかみ、その勢いのまま連続回転して相手を弱らせ、とどめに力を込めながら何度も締め上げて地面にたたきつける[3]。
- ロデオ
相手の首を上から飛びついて挟み込み、振りほどこうとされても食らいつく。ロデオとは暴れる馬や牛に乗って行うスポーツのこと。
- スーパーロデオ
相手の背中に馬乗りになって挟み付け、走り回ってもがく相手の首をとどめにへし折る。
- ギコギコスラッシュ
突進してきた相手を飛びのいてかわし、横から首を挟んで体をノコギリのように押し引きし、弱ったところで一気に大アゴを引き抜く。
- スーパーギコギコスラッシュ
相手をかち上げ、身体の起き上がった相手の首に大アゴでしがみつき、そのまま相手の周りをグルグルと回転して弱らせ、とどめに上空に弾き上げる。
- エンペラーズララバイ
相手を横からつかみ、ゆりかごのように優しく左右に揺らして眠らせた後、地上に放し横から強力に挟みつける。
- スーパーエンペラーズララバイ
素早く相手に近づいて横から挟み上げ、左右に揺さぶりながら上空へ放り投げ、ジャンプして空中で捕まえ落下し、地面にたたきつけた後に急所を締め上げる。
- 180-180（ワンエイティ トゥ ワンエイティ）
相手を弾き飛ばし、仰向けになって相手のおなかの下へ滑り込み、大アゴで挟んでひねり落とす。
- スーパー180-180
相手を弾き飛ばし、180-180で2回ずつ挟み付け、空高く弾き上げて絞め落とす。
- ビートルライオン
後ろから相手を挟み込んで、ランニングカッターの真似をしながら地面に引きずらせ、その場から一気に締め上げる。
- ドリルストーム
相手を前からつかんだ後に地面に頭から突き刺し、おしりから挟んで回転し地面にねじり込む。
- スーパードリルストーム
相手を弾き上げ、後ろからつかんで上空へ舞い上がり、回転しながら突き刺してねじり上げる。
- ジェネシス
相手を上からつかみ上げ、そのまま飛び上がって頭から地面にたたきつける。ムシキング・テリーが使用する同名の技から逆輸入された。
- スーパージェネシス
相手を上からつかみ上げ、そのまま空高く飛び上がり、地面に向かって回転しながら勢いをつけてたたきつける。

### 『新甲虫王者ムシキング』で登場したわざ
- ジュダイクスセイバー
連続コンビネーションで相手をひるませてから後ろに飛び退きながらかち上げ、とどめに前から締め上げて地面にたたき伏せる。
- オオシカスクリュー
相手を前から挟み込み、横回転しながら地面にたたきつけて弾き飛ばす。
- アヴァランチスクリュー
ダゲキでひるませた相手を挟み込み、横回転しながら何度も地面にたたきつけ、とどめに壁へ弾き飛ばす。アヴァランチとは英語で雪崩のこと。
- G・ネックトルネード
相手を弾き飛ばした隙に横から挟み付け、回転しながら上空に舞い上がり体をひねりながら頭から地面にたたきつける。
- G・スパイラルバレット
相手を上空へ弾き飛ばし、落ちてきたところを空中で捕まえて回転しながら空高く舞い上がり、宙返りしながら急加速して壁にねじ込む。
- R・G・ブレイド
力をためて左右のコンビネーションを浴びせ、そのまま挟み込んで一気に絞め落とす。
- ブルクラッシャー
空高く飛んで相手の攻撃をかわし、突進しながら挟み上げて振り回しながら締めつけ、地面にたたきつけて完全に弱らせたところで遠くへ放り投げる。
- フュージョングレイブ
相手を上空に弾き飛ばし、落ちてきたところを捕まえて締め上げてから再び跳ね飛ばし、空中で捕まえてもう一度締め上げてから地面に投げ捨てる。
- グリムリーパー
相手を上空に弾き飛ばし、空中で大アゴを使い連続で切りつけ、完全に弱ったところでとどめの回転斬りで地面にたたき落とす。グリムリーパーとは死神のこと。
- スライディングR
相手と距離をとった後、突進しながら相手を挟みつけて地面を引きずり回し、とどめに地面にたたきつけて吹き飛ばす。
- ラタンエッジ
相手を弾き飛ばし、気絶している隙に後ろに回り込み、背中に飛びついて締め上げる。ラタンは「籐」のこと。
- ベルベットクリーナー
相手を大アゴで挟んで泡を出しながらかき回し、ひねりながら投げ下ろす。
- イナズマ
後ろに身をかわし、稲妻のようにジグザグと高速移動しながら相手を切りつける。
- ヨウソウハザン(鷹爪破斬)
相手を投げ上げ、落ちてきたところを回転しながら大アゴを使い一瞬で斬り落とす。技名の由来は北斗の拳に登場する南斗紅鶴拳の奥義から。
- コジロースラッシュ
後ろに身をかわし、高速で突進しながら相手を切りつけ、とどめに再び切りつけて吹き飛ばす。
- ワイルドラッシュ
走りながら相手を弾き飛ばし、壁に当たって跳ね返ってきたところを受け止めて締め上げる。
- マンディブギロチン
左右への連続ダゲキで相手をひるませてから挟み上げ、怒りを爆発させながら何度も締めつけて弱らせたところで回転しながら飛び上がり、地面にたたきつけてから再び締め上げる。

## ナゲわざ（パーのわざ）

### 通常わざ
- キングトルネードスロー  Card No.000
相手を前から挟み込み、地上を移動しながら高速回転して弱ったところで放り投げる。決まった後、雄叫びをあげながら頭を振り上げる。テクニック50。
- スーパーキングトルネードスロー  Card No.SP000
回転しながら相手を弾き上げ、落ちてきたところを捕まえて地上を移動しながら高速回転し、とどめに上空に飛び上がり地面に投げ捨てる。自分は後ろ向きに回転しながら着地しツノを振り上げる。テクニック50。
- ローリングドライバー  Card No.013
相手を投げ飛ばして空中で逆さまに抱え込み、回転しながら落下して頭から地面にねじ込む。テクニック20。
- サイドスクリュースロー  Card No.014
相手のダゲキ技をかわして横からつかみ上げ、勢いをつけて後ろに回転しながら地面に投げつける。テクニック50。
- トルネードスロー  Card No.015
相手を前からつかみ、ハンマー投げのごとくその場でグルグルと回転し、遠くに放り投げる。テクニック80。
- スーパートルネードスロー  Card No.SP015
相手を前から挟み上げて竜巻のように高速回転しながら上昇し、気絶した相手を一気に放り投げる。テクニック80。
- サイドロックボム  Card No.016
相手を弾き上げた隙に下からかつぎ上げ、横に軽く跳んで頭から地面にたたき落とす。ムシキング・テリーも同名の技を使用。テクニック80。
- スーパーサイドロックボム　　Card No.SP016
相手をかち上げて下からかつぎ上げ、横に跳んで頭から地面にたたきつけ、反動でもう一度飛び上がりさらに高い位置から地面にたたき落とす。テクニック80。
- ダイシャリン  Card No.019
相手を弾き上げて落ちてきたところを回転しながら捕まえ、そのまま車輪のごとく地面を回転して弱らせた後、飛び上がって地面に投げつける。テクニック80。
- スーパーダイシャリン  Card No.SP019
相手を上空に弾き上げ、落ちてくる相手を回転しながら空中で捕まえて、車輪のごとく地面を激しく回転して相手を気絶させ、とどめに空高く飛び上がって地面に放り投げる。テクニック80。
- サイクロンホイップ  Card No.024
相手の気をそらし、その隙に相手の懐に飛び込み竜巻のように回転しながら放り投げる。テクニック50。
- S･A･S（サタン･エア･スピン）  Card No.031
相手を弾いてツノの上にのせ、そのまま皿回しのように回転させて地面に滑り出させるように放り投げる。テクニック20。
- アースクエイクスロー  Card No.034
渾身の力で地面をたたきつけて振動を起こし、衝撃で吹き飛ばされた相手を捕まえて投げ飛ばす。テクニック20。
- リバーススラム  Card No.039
相手を前からつかんでから空中に飛び上がり、地面に投げつけて跳ね返ってきたところを捕まえてはまた投げ、4回目に回転しながら地面に投げつける。テクニック80。
- スーパーリバーススラム  Card No.SP039
相手に突進しつかみ上げてその勢いのまま上空に飛び上がり、激しく回転しながらヨーヨーのように投げを繰り返す。とどめに逆回転をかけて投げ、再び跳ね返ってきたところを強力に投げ落とす。テクニック80。
- トリプルスープレックス  Card No.042
相手を前からつかみ上げ、そのまま後ろにたたきつけては起き上がり、さらにもう一度同じようにたたきつけ、3回目に後ろ回転しながら跳び上がり、空中で投げ捨てる。テクニック80。
- スーパートリプルスープレックス  Card No.SP042
すくい上げるように相手をつかみ、後ろに回転しながら地面にたたきつけ、そのまま勢いをつけてスピードを上げながら激しく回転し、とどめに地面に投げつける。テクニック80。
- ダ･ブエルタ  Card No.044
相手のダゲキを受け止めて背中に飛び乗って挟み付け、その勢いのまま回転し地面に投げつける。「ダ・ブエルタ」とはメキシコプロレスの軽業の名で、「一回転」という意味。テクニック50。
- ダイブボンバー  Card No.049
相手の技をかわして背中に飛び乗り、足で相手をつかんだまま岩にぶつけて空中に舞い上がり、急降下して地面にぶつかる寸前に投げ捨てる。テクニック50。
- ストライクバック  Card No.055
後ろに飛びのいて煙に包まれながら距離をとった後、一瞬で相手の背中に回り込んで足でつかみ、そのまま回転して地面にたたきつける。ムシキング・テリーも同名の技を使用。テクニック80。
- スーパーストライクバック  Card No.055
相手のダゲキをかわし、左右のコンビネーションとバク転で相手を弾き飛ばした後、相手の背中を足でつかんで上空に放り上げ、飛び上がって相手を背中からつかみ回転しながら一気に地面にたたきつける。テクニック80。
- ヘルクレススパイラル Card No.056
相手を力任せに持ち上げ、上空に投げ上げた相手を回転しながら再びキャッチし、一気に遠くに投げ飛ばす。テクニック20。
- カザグルマ  Card No.058
相手をかち上げて横向きにし、風車のように側転をかけながら相手をつかみ、空中で投げ捨てる。テクニック80。
- スーパーカザグルマ  Card No.SP058
相手と距離をとり、風車のように地面を転がりながら突進する。相手はこれを上空に飛び上がってかわすが、すかさず折り返して回転しながら体当たりして上空に弾き上げていき、とどめにカザグルマを使い空中で相手を捕まえて地面に投げつける。テクニック80。
- エメラルドフロージョン  Card No.064
相手を逆さまにかつぎ上げ、体をひねりながらジャンプして頭から地面に落とす。テクニック80[4]。技名と内容の由来はプロレスラー三沢光晴の得意技である「エメラルド・フロウジョン」から[5]。
- スーパーエメラルドフロージョン  Card No.SP064
連続ダゲキで相手を弱らせてから上空に弾き上げ、空中で逆さまに抱え込み、回転しながら急降下して頭から地面に突き刺す。
- AAA（トリプルエー） （Australis Away Acrobat） Card No.066
後ろにとんぼ返りして相手と距離をとり、体操選手のように回転しながら相手に近づいていき、目の前でひねりをつけながら高く跳び上がり、背中をつかんで回転しながら遠くに投げ捨てる。なお、Australisは使用主である虫の学名の小種名。テクニック80。
- スーパーAAA（スーパートリプルエー）  Card No.SP066
後ろにとんぼ返りして距離をとった後、回転しながら相手に突進して目の前で跳ね上がり、そのまま背中を踏みつけて跳び越す。その後相手がこちらに振り向く前に跳び上がって上から挟み込み、ひねりながら遠くに投げ捨てる。テクニック80。
- フウジン  Card No.071
距離をとってから振り返り、羽を広げて激しく羽ばたいて風を起こし、向かってくる相手を吹き飛ばして岩にぶつける。テクニック80。
- スーパーフウジン  Card No.SP071
上空へ飛び上がって逃げ、追いかけてきたところをそのまま羽ばたいて起こした風で吹き飛ばし、相手が飛んでいく方向に先回りしてさらに強力な風で吹き上げて相手を弱らせた後、もう一度上空から強風で地面へと吹き飛ばし岩にぶつける。テクニック80。
- ダッキングスルー  Card No.073
相手のダゲキ攻撃を左右にヒラリヒラリとかわし、さらに突いてきたところを挟み込み、回転しながら放り投げる。テクニック80。
- スーパーダッキングスルー  Card No.SP073
相手のダゲキ攻撃を左右にかわしているが、そのうち何度か避けきれず当たってしまうようになり、最後は怒って一瞬で横に回り込んで挟み上げ、高速回転しながら遠くへ投げ捨てる。テクニック80。
- T4（Tos4） Card No.075
向かってきた相手を弾き上げてから捕まえ、頭の上でトスするように軽く連続で打ち上げ、勢いをつけてとどめの4回目に空高く打ち上げる。テクニック50。
- ウチナートルネード  Card No.080
相手を弾いてひっくり返し、そのまま頭をつかんで相手を軸にして回転し、スピードが付いたら自分が中心に入って放り投げる。テクニック80。
- スーパーウチナートルネード  Card No.SP080
上空へと身をかわしてから相手に突進して体をつかみ、そのまま相手を中心に回転して飛び上がり、地面に落ちた反動で相手を投げ捨てる。テクニック80。
- ホットケーキミラクル  Card No.082
相手を前からつかみ、フライパンで返すようにひっくり返しながら何度も投げ上げ、勢いをつけて3回目に空高く投げ上げる。テクニック50。

### 特殊わざ
- あせらせ  Card No.017
じゃんけんに勝つと発動。アオスジアゲハ[6]を呼んで相手のじゃんけんのカウント数を少なくし（相手は3からスタート）、思考時間を奪う。相手がじゃんけんに勝つとその効果は消える。発動中は「カウント10でボタンを押す」ことが条件の特殊わざを使用できなくすることが可能。
- はんげきかいふく  Card No.018
相手の必殺技を受けた後じゃんけんに勝つと発動。アゲハチョウを呼んで体力を大幅回復する。発動チャンスは必殺技を受けた直後のターンのみで、勝たないと発動しない。
- かいふく  Card No.021
じゃんけんに負けた直後のターンにじゃんけんに勝つと発動。アゲハチョウを呼んで体力を回復する（はんげきかいふくより回復量は少なめ）。あいこの直後には勝っても発動しない。
- こうげきダウン  Card No.028
じゃんけんに勝つと発動。クマバチを呼んで相手が出した手の攻撃力を下げに行く。何度も同じ手で勝てば続けて下げることができるほか、一度下げられた攻撃力は元に戻らない。
- ばいがえし  Card No.052
相手に負けた後のじゃんけんで勝つと発動。アカスジギンカメムシを呼んでこちらの攻撃後、毒ガスを見舞ってもらう。連続で負ければ負けるほど毒ガスの威力も高まる。負けた後あいこを挟んだ場合は発動できない。

### アダー完結編以降で登場したわざ
- ジャベリン　主なこの技の使用主：ヘルクレスエクアトリアヌス
相手のダゲキわざをかわして弾き上げ、落ちてきたところをキャッチしてやり投げのごとく助走をつけて一気に投げ飛ばす。相手は頭から地面に突き刺さる。ジャベリンとは英語で投げやりのこと。
- スーパーサイドスクリュースロー
ダゲキでひるませた相手を横から力任せにつかみ上げ、勢いを付けて後ろに高速回転しながら連続で地面にたたきつけ、最後に岩に向かって投げつける。
- ソードアンドスフィア　主なこの技の使用主：ノコギリタテヅノカブト
前から相手と組み合ってから投げ上げた後、落下する相手を背中で受け止めて背中→左右の脇腹の順番で跳ね上げてから捕まえて、回転しながら投げ捨てる。
- スーパーソードアンドスフィア
けん玉の「世界一周」をするかのごとく、素早く何度も自分の体を使って相手をはね上げ、とどめに空高く弾き飛ばし、空中で捕まえて縦回転しながら地面に投げ捨てる。
- ハムスターホイール　主なこの技の使用主：ヒルトゥスヘラヅノカブト
仰向けの状態で、手足を使って相手を転がし、放り上げて落ちてきたところを空高く投げ上げる。
- スーパーハムスターホイール
相手を前から掴んで投げ上げ、落ちてきたところを仰向けになりながら足を使っておなかの上でグルグルと回して打ち上げ、再度つかんで地面へと投げ捨てる。
- ビッグバイザー　主なこの技の使用主：オオツヤヒサシサイカブト
相手の懐に飛び込み、その勢いをつけたまま一気に投げ上げる。
- スーパービッグバイザー
相手の懐に飛び込み、勢いをつけて岩に投げ下ろす。
- テラドライブ　主なこの技の使用主：ダビディスカブト
相手の横に回り込んでつかみ、そのまま相手ごと空高くジャンプし、着地と同時に相手を地面にたたきつける。ムシキング・テリーが使用する同名の技から逆輸入された。
- スーパーテラドライブ
相手が飛び込んできた隙に首をつかみ、空高くから勢いをつけて地面にたたきつける。
- ローテートX 主なこの技の使用主：フンボルトヒナカブト
相手の突進を前からがっぽりと受け止め、そのまま相手をつかんだまま空中につるして、後ろへ宙返りしながら放り投げる[7]。
- スーパーローテートX
相手の突進攻撃をかわしながら受け止め、最後は相手をつかんで後ろ回転しながら一気に岩に投げつける。
- マタドール
相手の攻撃をヒラリヒラリとかわし、一瞬の隙を突いてつかみ、投げ飛ばす。マタドールとは闘牛士のこと。
- スーパーマタドール
相手の突進攻撃をヒラリヒラリと舞い上がってかわし、相手が飛び込んできたところを地面に投げ下ろす。

### 『新甲虫王者ムシキング』で登場したわざ
- ネプチューンウェイブ
相手を空高く投げ上げ、空中で捕まえて急降下しながら地面に投げつける。
- ワダツミ
ダゲキでひるませてから前から挟み込み、トルネードスローのようにその場で回転しながら壁へ投げ飛ばす。ワダツミとは日本神話の海の神のこと。
- ヘルクレスバスター
相手をつかんで上空に弾き上げ、落ちてきたところを捕まえて後ろに転がりながら地面に投げつけて起き上がり、力をためて再び地面に投げつける。
- ポルテリーウィップ
前足を使った連続打撃で弱らせてから上空へ弾き上げ、落ちてきたところを一気に投げ飛ばす。
- ジェネラルストーム
相手を投げ飛ばし、頭から地面に突き刺さった相手の周りを囲むように飛びながら竜巻を起こして上昇し、完全に弱ったところで離脱して相手は地面に落下する。
- スーパージェネラルストーム
相手を投げ飛ばし、相手の周りを囲むように飛びながら竜巻を起こして上昇し、完全に弱ったところで距離をとり、空中で捕まえて一気に壁へねじ込む。
- タケタケアタック
連続ダゲキを浴びせ、完全に弱ったところで前から挟み込み、飛びながら回転して放り投げる。
- ブーメランスロー
相手をつかんで回転しながらブーメランのように投げ飛ばし、返ってきたところを捕まえて後ろに回転しながら地面に投げつける。
- スーパーブーメランスロー
相手をつかんで回転しながらブーメランのように投げ飛ばし、返ってきたところを捕まえて再び投げ飛ばし、もう一度返ってきた相手を捕まえてとどめに回転しながら壁へ投げ飛ばす。
- Vスパイラルクレーン
相手をつかんで上昇し、様々な方向に激しく回転しながら地面に投げ捨てる[8]。
- ヘルクレスT5
相手を弾き飛ばし、飛行しながら落ちてくる相手に4回ずつトスを決め、とどめの5回目で捕まえて回転しながら投げ捨てる。
- トライデントドライバー
相手を弾き飛ばして空中でかかえ込み、猛スピードで飛び回りながら2度の宙返りをし、急降下して地面に投げつける。
- DGトリガー
後ろに回りながら相手を空高く投げ上げ、地面に落下して動かなくなった相手を飛びながら拾い上げ、回転をつけて壁に投げ飛ばす。
- ブリューナク
後ろに回りながら相手を投げ上げて、地面に落ちた相手を回転飛行しながら捕まえ、そのまま猛スピードで飛び続けて完全に弱ったところで空高くから地面に投げ捨てる。ブリューナクとはケルト神話に登場するダーナ神族の4つの宝の1つで、光神ルーが使用していたとされる投げやりのこと。「貫くもの」という意味がある。
- エンシェントアックス
相手をつかんで地面に連続でたたきつけて弱らせ、空中に飛び上がって回転しながら地面に投げ捨てる。
- エンシェントブレイカー
相手を地面に連続でたたきつけ、激しく締め上げてから上空へ弾き飛ばし、先回りして捕まえて一気に投げつける。
- トリトーンテンペスト
相手を空高く投げ上げ、空中でかかえ込み猛スピードで飛びながら宙返り2周し、とどめに急降下して地面に投げつける。
- ドラゴンスロー
回転しながら相手を放り投げ、飛んでいった相手を追いかけて捕まえてはまた投げを繰り返し、弱ったところで空高く投げ上げ、自分も飛び上がり空中で捕まえて縦回転しながら一気に投げ落とす。
- スーパーホットケーキミラクル
回転しながら相手をホットケーキのようにひっくり返し続ける。最後は空高く放り投げて落ちてきた相手を回りながら壁めがけて投げつける。
- ライジングドライバー
相手を投げ上げ、落ちてきたところに何度も体当たりして空高くかち上げ、とどめに空中でかかえ込み急降下し、頭から地面にねじ込む。
- キングトライアングル
後方へ舞い上がって力をため、一気に相手に突進して挟み込み地上を移動しながら激しく回転して放り投げ、落ちてきた相手を空中で捕まえ彼方へと連れ去る。

## アダー完結編以降のカードについて
- アダー完結編以降のシリーズのカードは基本的に「ムシカード」と「わざカード」が一体化した形となり、個別にゲーム機から出ることはない。
- また能力値（たいりょく、ダゲキ、ハサミ、ナゲ）が強さはいくつか、何タイプかという違いで多少の違いがあっただけだが、今回は根本的に能力値に不規則な値となった。さらに「ぼうぎょ」という能力値も新たに作られ「テクニック」はなくなった（完結編以前のカードをスキャンすると、そのカードが表記する能力地のままムシが登場し、ぼうぎょは0の状態になる）。
- 従来と比べ「特殊技カード」がなくなった代わりに、「昆虫カード」（←グー、チョキ、パーの種類あり）というカードが出るようになった。カードが指定する決まったカウントの時に決められたボタンを押して勝つと、ムシが現れて手助けしてくれる。追加で大ダメージを与える、毒状態で毎ターンダメージを与えるなどの新しい効果の他に従来の特殊技を彷彿とさせる内容のカードもある。しかし一回の勝負でそのカードの効果を使えるのは一度きりだが複数の種類のカードをカスタマイズすることは可能。
- また合体わざカードというカードもゲーム機から出るようになりカードの指定通りにムシをカスタマイズすると合体技が使える状態になってバトルに挑める。2種類のムシと合体技の内容がかかれている。

## アダー完結編以降のルール
- 大まかなルールは従来と変わっていないが「パートナームシ」と「手助けするムシ」の相性を考えてみたりして内容がより複雑になり「ガンガンあいこ」、「きせきのふっかつ」などの要素が入りアクション性も追加された。
- また条件を満たしてじゃんけんに勝つと自分の必殺技だけではなく、カスタマイズした別のムシが助太刀にやってきて自分の必殺技を相手に浴び出てくれる（技の威力はベースムシの能力値によって左右される）。またカスタマイズしたムシは登場時と技実行時にセリフを言い放つ。パートナームシも技発動・実行中時と共にセリフを言う。

### カスタマイズの仕方
まず最初にベースムシ（いわゆるバトルパートナーとなるムシで、このムシの体力がなくなると負けになる）を選んでスキャンし、その後に手助けするムシ（じゃんけんに勝ったら相手のムシに対して技をかけ援護するムシ）をグー・チョキ・パーそれぞれスキャンする。手助けするムシはベースムシの能力値の変動にも関わっており、ベースムシと相性がいいムシをカスタマイズすると能力値を大幅に上げることが出来る（住んでいる場所が近い、外見や名前が似ている、学名の属が同じなど）。今回から最初のバトルの前だけでなく、毎回のバトルの前にカスタマイズすることが出来るようになっていて、さらにカスタマイズすることによってベースムシの能力値をどんどん上げられる。

### バトルの仕方
カウントダウンの中でじゃんけんをして勝敗でどちらが攻撃できるかなどは変わらないが、すくみマーク（グー、チョキ、パー）の周りに6マスあるルーレット式のアイコンが発生し常に枠が時計回りに動いていて、タイミング良くチップの入っている枠と重なるときを狙ってルーレットを止め（ボタンを押して）勝つと、仲間のムシが駆けつけて、敵に技を出して援助してくれる。しかし使用後は使った所のチップが無くなってしまう。チップの入っていない枠で勝つと通常技（今までのカスタマイズしていない技）を発動し、その手が必殺技であった場合カードに書かれている技を発動する。
またレアリティが高いカードほどカスタマイズしたときにルーレットに入るチップが少なくなる傾向があり、技を発動する機会も少ない。相手がどのタイミングでどのチップを狙うかなどを考える心理戦も多様化された。あえてチップの無い枠を選び相手を混乱させる手もある。
「ガンガンあいこ」
お互いが同じカウントでボタンを押しあいこだった場合は、画面が切り替わり3つのボタンを連打しあうことになる。連打数は下に発生するゲージに換算され、押し切るとそのときに出した技を敵に強引にかけることになり、また押し切らなくてもゲージがどれだけ押しきれたかであいこのダメージ量に差が発生する。
「きせきのふっかつ」
ストーリーモードではパートナームシの体力が0になると、一回だけ「きせきのふっかつ」モードに入り、ボタン連打によりパートナームシに体力を与えて復活させる。連打した量はムシが復活するときの体力に換算される。連打がたりないと復活できないまま終わることもある。
「ファイナル必殺技」
じゃんけんで勝った回数が増えていくと、「ファイナル必殺技」発動のチャンスが与えられ、そこでどの手でもいいからじゃんけんに勝つとゲージがある画面へと移行する。ボタン連打でゲージを最高までためると、パートナームシ自身の必殺技が発動し相手の防御を無視して一撃で勝負が決まるほどのダメージを敵に与えられる。ただし負けるとファイナル必殺発動のチャンスはなくなり、また勝った回数を増やす必要がある。

### 「アダー完結編以前のカード」
5周年コレクションカード第2弾のカードも使用することができ、カードに書かれているそのままの能力で登場するが、カードに書かれていない能力値のぼうぎょは0として扱われる。よって高いテクニックと引き換えに全体的に能力が低い小型甲虫は、目に見えて不利になる。「わざカード」を使うと従来のようにそのムシ自体にスキャンした技を使わせることが可能。これを上手に利用することで新たにスーパーわざを使えるようになったムシもいる。アダー完結編以前の、特に黒いバーコードのカードはベースのムシにしてもカスタマイズに使ってもほとんど能力が上がらない。ゲーム中のムシ曰く「黒いバーコードのムシは歳をとりすぎた」らしい。しかし、アダー完結編以前のカードには全ての枠にチップが入るというメリットがある。なお、2003秋Hバージョン以前の、いわゆる性格の無いムシカードはムシキング稼働初期を彷彿とさせる特別なストーリーを遊ぶことができる。